# Eugenia pollicina
Eugenia pollicina är en myrtenväxtart som beskrevs av E.L.Joseph Guého och Andrew John Scott. Eugenia pollicina ingår i släktet Eugenia och familjen myrtenväxter.
Artens utbredningsområde är Mauritius. Inga underarter finns listade i Catalogue of Life.